# Let Me Hear
「Let Me Hear」（レット・ミー・ヒア）は、Fear, and Loathing in Las Vegasの3枚目のシングル。2015年1月7日にバップから発売された。

## 概要
前作に引き続き、初回限定盤として生産され、オリコン週間チャートでは3位を記録。2015年現在、彼らのシングルとしては最もセールスが高い。ジャケットサイズステッカー付であった。
Sxunは今作について、「『PHASE 2』制作で全部出し切ってたんですが、そのレコーディング終盤には今回のシングル・リリースの予定がすでに見えてました。全部出し切った状態からのスタートでしたが、今作『Let Me Hear』はどの曲がタイトル曲になってもおかしくないくらいいい曲ができましたね。捨て曲ナシというスタンスはもちろんあるんですけど、どの曲から聴いても大丈夫やっていうくらいそれぞれ色も違うし、内容の濃い曲が作れたと思います」と語っている。

## 収録曲
| #         | タイトル                | 作詞  | 作曲・編曲 | 時間 |
| --------- | ----------------------- | ----- | ---------- | ---- |
| 1.        | 「Let Me Hear」         |       |            | 3:44 |
| 2.        | 「Sparkling Sky Laser」 |       |            | 3:46 |
| 3.        | 「Abyss」               |       |            | 3:46 |
| 合計時間: | 合計時間:               | 11:14 |            |      |

## 曲解説
1. Let Me Hear
MVが制作された。
So曰く、「元々、寄生獣"のタイアップ曲として作るという話があり、主人公と、ミギーっていう寄生獣が喧嘩や価値観の違いを乗り越えつつ、ひとつになって敵と戦っていく、共存して生きていく、そういうことが大切、だから、共存するっていうのをテーマに歌詞を書いた」という[5]。
アニメのオープニングで使われている部分の中で、サビまでのビート感とサビからのビート感を切り替えており、Sxun曰く「今までだったら、サビ終わりまで疾走感を絶やさずにいくことが多かったんですけど、日本語詞をそこでシフトして入れるとか、歌詞の内容をより強調したりしていますね[5]」とのこと。
また、Sxunは「雰囲気はダークな感じがマッチしていると思ったので、エモーショナルな要素も入れるっていう意味でサビからビートを落としてみました。そこでひとつ目の流れが終わったとして、それをもう1回繰り返してたら、自分たちとしても面白みがないと思うし、シングルを買った人も驚きがないと思ったので、ある意味で期待に沿った展開にしています」とも述べている。
2. Sparkling Sky Laser
Sxun曰く、「まさにEDM[5]」。仮タイトルは「Core Dance[6]」であり、Sxunは「ちょっと暗いというか、カッコいい、クールなイメージで音色を選んでいるときにそういう方向にいったんだと思うし、あんまり明るく聴こえないように、よりかっこよくっていう音選びをしたときに、そういうサウンドになった[6]」と述べている。
また、中盤には彼らの楽曲としては初めてSxunのソロパートがある。これについてSxunは、「この「Sparkling Sky Laser」は1サビ終わりくらいまでに、Soの1番かっこよく聴こえる爽快感があるというか、突き抜けるようなハイトーンで、ストレートなメロディで駆け抜けていって。そのあとの場面が変わるときに、このままSoが歌うよりも、もっと大きく印象を変えたいというのがあって。さっきみたいにSoにすごく低く歌ってもらうとか、いろいろアイディアがあったんですけど、もともと俺が歌ったデモの状態で、つめていくというマネージャーのアイディアもあって、今回はそのまま俺が練習して歌いこむっていうことをやってみました[6]」と述べている。
歌詞の内容は「ラヴ・ソング」であり、Soは空に飛び上がるような突き抜ける気持ち良さを出したかったと語っている[6]。
3. Abyss
Sxun曰く、最初は前半部分しかなく、イントロのフレーズとかも全然今と違う状態でリフ押しのスクリーモ曲というスタートだった[7]。1発目の声がTaikiから始まるところであったり、基本系はオーソドックスだが、実は加わってる要素が新しく、最後は歌いあげるパートでしめるという展開になっている[7]。Soは、シャウトの掛け合いの部分はTaikiの声とMinamiの声が違う声質なので、掛け合ったときにお互いがちゃんと立つように詰めていったと語っている[7]。
歌詞のテーマは「自分を見つめなおす[7]」ということ。なにかうまくいかないことがあったとき、自分の中に原因があるということを「自分という海に潜っていく」という風に例えている[7]。

## タイアップ
Let Me Hear
- 日本テレビ系アニメ『寄生獣 セイの格率』OPテーマ
- テレビ番組『ウソかホントかわからない やりすぎ都市伝説スペシャル2015夏』オープニングテーマ[8]

## 収録アルバム
Let Me Hear
- 『Feeling of Unity』

## 演奏
- So : Vocal
- Minami : Vocal, Keyboard
- Sxun : Guitar, Vocal, Chorus
- Taiki : Guitar, Vocal, Chorus
- Tomonori : Drums
- Kei : Bass Guitar